# Kavieng
Kavieng è una città della Papua Nuova Guinea e capoluogo della Provincia della Nuova Irlanda. Situata a 10 metri s.l.m., conta 10 600 abitanti.
È sede vescovile cattolica.